# Храм Казанской иконы Божией Матери (Людиново)
Храм Казанской иконы Божией Матери — православный храм в городе Людиново Калужской области. Принадлежит Русской православной церкви, Козельской епархии, Людиновскому благочинию.

## История
В 1802 году Петр Евдокимович Демидов (внук Н. Н. Демидова) к северу от старой деревянной церкви начал строительство нового каменного собора с тремя алтарями и каменной колокольней. Главный алтарь храма воздвигнут в честь иконы Казанской Божией Матери, тот, что на севере (слева) в честь святителя Николая Чудотворца, и правый (на юге) в память первая деревянная церковь — в честь Пророка Божьего Илии. Завершение строительства и освящение храма произошло в 1820 году уже при новом владельце Людиновского и Сукремлевского металлургических заводов — Мальцове Иване Акимовиче (1768—1853).
Первым настоятелем нового Казанского собора был иерей Николай Острумов. В 1910 году упоминаются священники: Николай Попов, Павел Нестеров, Георгий Сергиевский (похоронен на кладбище у Лазаревского храма). В 1916 году, помимо упомянутых, упоминается священник Симеон Баталин. Последним настоятелем перед закрытием храма в 1930 году был протоиерей Павел Нестеров.
В целом внешняя архитектурная часть храма изначально была выполнена в стиле «русского барокко». Позже, примерно в 1850 году, храм расширили и перестроили в типичном классическом стиле XIX века. Уникальными особенностями интерьера стали:
- великолепный хрустальный иконостас всех трех алтарей, словно сделанный из одного куска, и хрустальный алтарь главного алтаря. Насколько нам известно, это один из двух хрустальных иконостасов, изготовленных в России в XIX веке, оба изготовлены мальцовскими заводчиками, потомственными «стекольщиками». Второй был с ним в храме. Дятьково — торговая «столица» района завода С. И. Мальцова, который писатель В. И. Немирович-Данченко назвал «Америкой в России». К сожалению, ни один из двух иконостасов не уцелел, за исключением нескольких хрустальных изразцов, хранящихся в «Музее хрусталя» в Дятьково, и хрустального креста, хранящегося в мини-музее нашей церкви, и только чудом сохранившиеся фотографии свидетельствуют о древнем великолепии. Иконостас Людиновского;
- четыре великолепные церковные «люстры» с множеством хрустальных подвесок, одна пятиъярусная — в главном куполе в центре храма, другая средняя — в трапезной и две поменьше — в боковых приделах. Говорят, когда они были зажжены, было необычайное впечатление красоты, искрящейся, переливающейся и переливающейся, отраженной в хрустальных стенах света;
- Удивительная и необычная для русских церквей колоннада — двухъярусная «балкон-галерея» вдоль всей западной стены храма, состоящая из ребристых чугунных колонн с коринфскими капителями. Похоже, балконы были предназначены для увеличения «вместимости» заводской церкви[3].

В таком великолепном виде Казанский собор сохранялся до своего закрытия в 1930 году. До 1929 года в городе не было закрытых церквей. 12 марта 1929 года на заседании Людиновского горсовета был поднят вопрос о закрытии Казанской церкви на основании письма рабочих Песоченского чугунолитейного и майоликового заводов. 21 марта 1929 года Еженедельник Людиновского завода «Рев станков» писал: "Прежде всего бурно, с большим энтузиазмом, Под бурные аплодисменты и крики «ура» было принято постановление немедленно закрыть храм и передать его Дворцу культуры, а существующий храм на кладбище использовать для верующих. «Рабочие Людиновского завода» за закрытие церкви в Людиново.
Верующие-людиновцы долго сопротивлялись закрытию и даже организовали круглосуточный прием в церкви на 10-15 человек. Людиновские ополченцы не решились штурмовать храм. Затем администрация пригласила солдат из Латвийского стрелкового полка, и 14 февраля 1930 года, в праздник Сретения Господня, церковь заняли военные.
Примерно с 1933 г., помимо перенесенных в восточную часть храма складов, на месте трапезной в западной его части был устроен кинотеатр, отделив его деревянной перегородкой. Так было до самой войны.
В 1940 году колокольню разобрали до первого этажа (это была реконструкция храма), других изменений в архитектуре не было. Во время оккупации в Великую Отечественную войну по приказу коменданта Бенкендорфа весной 1942 года Казанский собор был открыт, богослужения в нём возобновились. Поскольку в храме не было иконостаса и икон, иконы были привезены из храмов c. Курганье и с. Колчино.
Но храмовые службы длились недолго. 14 февраля 1943 года восточная часть храма сгорела, после чего была снова закрыта. Говорили разные вещи, но, скорее всего, из-за неисправности дымоходов. Люди забрали уцелевшие иконы. После освобождения города храм оставался разрушенным и не использовался до 1945 года.
Город был освобожден 9 сентября 1943 года, а в 1945 году в уцелевшей от пожара западной части храма перестроили кинотеатр. Для этого трапезная была отделена от купольной центральной части храма кирпичной стеной, а оконные проемы выложены кирпичом.
В результате 2-й реконструкции (1955—1957 гг.) В восточной части храма демонтированы алтарная апсида с колоннами и храмовый барабан с колоннами и опорными колоннами, вход в здание выполнен с востока, т. Е. через алтарь. Вся восточная часть была разделена на два этажа железобетонными перекрытиями, оконные проемы также изменены с арочных на прямоугольные. снесли купольную ротонду, разобрали два яруса колокольни.
Во время 3-й реконструкции (1964—1966 гг.) Остатки 12-ти колонной колокольни были окончательно разобраны (до фундамента) и вместо неё сооружена пустая U-образная стена и пристройка.
22 мая 1994 года жители Людинова во главе с отцом Дмитрием Губалом провели первый крестный ход на стенах Казанского собора.
В таком виде здание церкви было возвращено Русской Православной Церкви 16 июня 1999 года. Первая Божественная литургия в возвращенном храме.
В сентябре 2012 года на колокольню водружен новый купол и крест.
С 2001 г. при соборе начала работу воскресная школа для взрослых.

## Духовенство
- Настоятель храма — протоиерей Алексий Жиганов
- Иерей Алексий Сначёв
- Диакон Андрей Соколов[5]